# 宮部藍梨
宮部 藍梨（みやべ あいり、1998年7月29日 - ）は、日本の女子バレーボール選手である。

## 来歴
兵庫県尼崎市出身。小学3年生でバレーボールを始める。2013年末の全国都道府県対抗中学大会で、最も将来有望な選手に与えられるJOC・JVAカップを受賞。
2014年、金蘭会高等学校へ進学、同年2020年東京五輪へ向けた、日本協会の集中強化対象「Team CORE」（男子10人・女子8人）の一人となり、2014年10月のアジアユース選手権（U-17）では、優勝に大きく貢献し、MVPに選出される。
2015年1月、全日本高校選手権に1年生エースとして出場。決勝では同じ大阪の大阪国際滝井高校と対戦し、両チーム最多の24得点を挙げチームの初優勝に貢献した。
2015年4月、高校生でただ一人シニア日本代表に選出され、ワールドグランプリの登録メンバーに選出された。
2015年7月10日のワールドグランプリ・イタリア戦の第2セットからスターターとして出場、18得点をあげてシニア国際大会デビューを果たした。
高校卒業後は神戸親和女子大学に進学したが、2017年9月よりアメリカの2年制大学であるサウスアイダホ大学に留学。2年時にはNJCAAディヴィジョンI全米選手権決勝で最多23得点、サービスエース2本を決め優勝に貢献し、AVCAが制定する2年制大学部門の女子年間優秀選手に選ばれた。
2019年、ミネソタ大学に編入。
2022年、6年ぶりに日本代表登録メンバーに選出された。ネーションズリーグ予選ラウンド第3週のカナダラウンドに出場した。世界選手権のメンバーにも選出された。大会前の調整試合ではミドルブロッカーとしてのプレーも試され、世界選手権でもベルギー戦でミドルブロッカーとして出場し、チームの貴重な勝利に貢献した。
同年、ヴィクトリーナ姫路に入団した。
2023-24シーズンより、姫路での背番号が29から11に変更となった。
2025年1月、アミューズスポーツエージェンシーとのマネジメント契約が発表された。

## 人物・エピソード
- ナイジェリア人の父と日本人の母を持ち、妹の宮部愛芽世も金蘭会高等学校、東海大学を経て現在は大阪マーヴェラス所属。2022年世界選手権では姉妹揃って日本代表に選出された。

- 本人はもともと、それほど貪欲な性格ではなく、バレーボール自体も高校に入ってから続けるつもりはなく、積極的に2020年に向けて発言することもなかった[5]。ただし、中学3年生のときのJOC・JVAカップの受賞や、異なる年代の選手と接する機会が多くなるにつれ、刺激を受けるとともに、少しずつ意欲をふくらませてきており[5]、春高優勝時の主将も、「エースの自覚が出てきました」とコメントしている[5]。
- ミネソタ大では大学院も含め3年間ヒュー・マッカーチョンの指導を受けた。「すべてを基本から習い直した」「高いブロックに対してどう戦うかを考えた」と語っている[24][25]。
- 大学院の卒業論文のテーマは「オリンピックの経済効果」[24]。

## 球歴
- 日本代表
  - ユース代表（2014年- ）
  - シニア代表（2015年、2022年- ）
    - 世界選手権 - 2022年
    - ネーションズリーグ - 2022年、2023年、2024年、2025年
    - ワールドカップ - 2023年
    - オリンピック - 2024年

## 受賞歴
- 2024年 - 2023-24 V.LEAGUE DIVISION2 WOMEN スパイク賞

## 所属チーム
- 尼崎市立金楽寺小学校
- 金蘭会中学校
- 金蘭会高等学校
- 神戸親和女子大学（2017年）
- サウスアイダホ大学（英語版）（2017-2018年）
- ミネソタ大学ゴールデンゴーファーズ（英語版）（2019-2022年）
- ヴィクトリーナ姫路（2022年- ）